# Brian Vandenbussche
Brian Vandenbussche (født d. 24. september 1981 i Blankenberge, Belgien) er en belgisk målmand som spiller for SC Heerenveen i den hollandske Eredivisie.
I 2001/2002 sæsonen spillede han sin første kamp i professionel fodbold. Han spillede med Sparta Rotterdam imod Roda JC hvor han kom ind i 2. halvleg efter at Victor Kros havde lavet to store målmandsfejl og Roda JC havde scoret på begge fejl. Der blev scoret 1 mål imod ham. Vandenbussche spillede 2 sæsoner mere for Sparta, og spillede bagefter for SC Heerenveen. I 2006/2007 sæsonen spiller han i UEFA Cuppen's gruppespil for SC Heerenveen. En af SC Heerenveens modstandere er Odense BK.

## Karriere
| Sæson     | Klub             | Liga       | Kampe | Mål |
| --------- | ---------------- | ---------- | ----- | --- |
| 2001-2002 | Sparta Rotterdam | Eredivisie | 4     | 0   |
| 2002-2003 | Sparta Rotterdam | Eredivisie | 9     | 0   |
| 2003-2004 | Sparta Rotterdam | Eredivisie | 1     | 0   |
| 2004-2005 | SC Heerenveen    | Eredivisie | 29    | 0   |
| 2005-2006 | SC Heerenveen    | Eredivisie | 24    | 0   |
| 2006-2007 | SC Heerenveen    | Eredivisie | 34    | 0   |
| Totalt    | Totalt           |            | 101   | 0   |